# 에어 프라이어

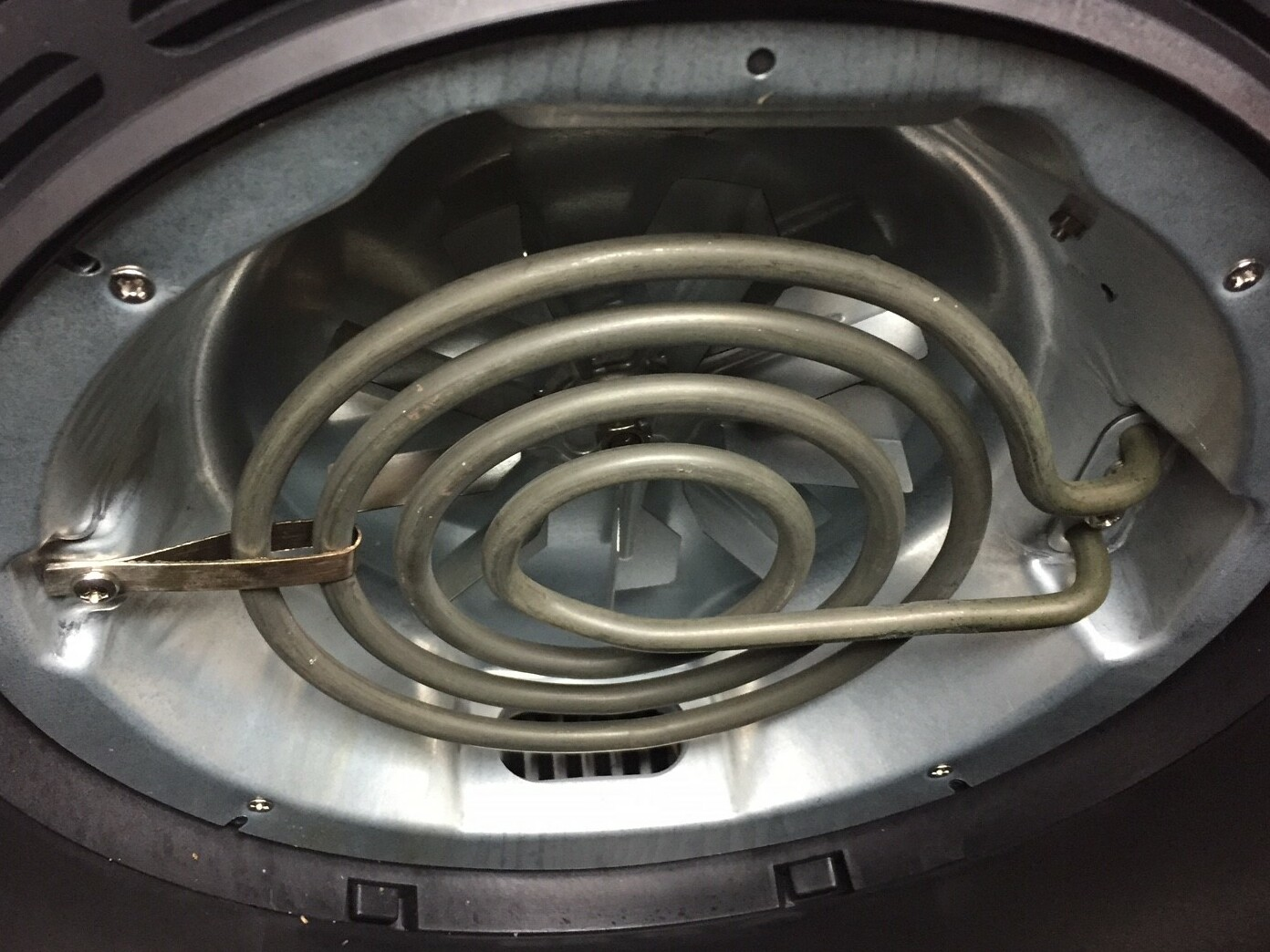
에어 프라이어의 내부

에어 프라이어(air fryer)는 대류 구조를 사용하여 음식 주위로 뜨거운 공기를 순환시켜 조리하는 가전제품이다. 팬은 빠른 속도로 음식 주위에 뜨거운 공기를 순환시키며 마이야르 반응을 통해 음식을 요리하고 바삭바삭한 층을 만들어낸다.
전통적인 지지기 방식은 음식을 뜨거운 식용유에 완전히 담금으로써 메일리아드 효과를 유도한다. 에어 프라이어는 열을 적용시키고 반응을 내기 위해 최대 200°C (392°F)로 가열된 공기를 순환시키면서 원하는 음식을 얇은 층의 기름으로 코팅함으로써 동작한다. 이렇게 함으로써 이 기구는 전통적인 딥 프라이어보다 70~80% 기름을 덜 사용하여 감자칩, 닭고기, 생선, 스테이크, 치즈버거, 감자 튀김, 페이스트리와 같은 음식을 프라이할 수 있다.
거의 대부분의 에어 프라이어는 온도 및 타이머 조정 기능이 있어서 더 정교한 조리를 가능케 한다. 음식은 드립 트레이가 위에 위치된 조리 바구니 안에 요리된다. 바구니와 내용물은 기름이 골고루 분포될 수 있도록 주기적으로 흔들어주어야 한다. 일부 모델은 조리 과정 중에 음식을 계속 휘저어주는 음식 애지테이터를 통합함으로써 이를 달성하며 다른 제품들의 경우 사용자가 수동으로 이 작업을 수행해야 한다.

## 종류
작은 바구니, 커다란 5쿼트 바구니가 있는 것을 포함하여 시장에 다양한 종류의 에어 프라이어가 있다. 디지털 방식과 수동 방식으로도 출시된다.

## 응용
조리대 에어 프라이어는 전통적인 기름 프라이를 대체하여 사용할 수 있다. 순환하는 뜨거운 공기는 부엌에서 조리를 포함해 여러가지로 응용이 가능하다:
- 감자 튀김
- 닭가슴살[5]
- 치즈버거
- 스테이크
- 생선
- 케이크와 머핀
- 키슈
- 알 (물수란과 결합하여 사용 시)

## 사회와 문화
2010년 필립스가 에어 프라이어를 공개한 이후 특히 북아메리카와 아시아-태평양 지역에서 이러한 기구의 수요가 상당히 늘고 있다.

## 같이 보기
- 칩 팬

## 참고 문헌
- Teruel, Maria del Rocio; Gordon, Michael; Linares, Maria Belen; Garrido, Maria Dolores; Ahromrit, Araya; Niranjan, Keshavan (2015). “A comparative study of the characteristics of french fries produced by deep fat frying and air frying”. 《Journal of food science》 80 (2): –349–E358. 2016년 10월 30일에 확인함.
- Yoon, Hei-Ryeo; Bednar, Carolyn; Czajka-Narins, Dorice; King, C. Clay (1999). “Effect of Preparation Methods on Total Fat Content, Moisture Content, and Sensory Characteristics of Breaded Chicken Nuggets and Beef Steak Fingers”. 《Family and Consumer Sciences Research Journal》 28 (1): 18–27. 2016년 10월 30일에 확인함.